# Elisabeth Beresford
Elisabeth Beresford [bɛrɪsfərd] (* 6. August 1926 in Paris; † 24. Dezember 2010 auf Alderney) war eine britische Kinderbuchautorin, die vor allem bekannt ist für die Erschaffung der Wombles.

## Leben und Werk
In einer Familie von Literaten geboren, arbeitete sie zunächst als Journalistin und erschuf in den späten 1960er Jahren die Wombles.
Insgesamt entstanden fünf Wombles-Kinderbücher in englischer Sprache: The Wombles (1968), The Wandering Wombles (1970), The Wombles at Work (1973), The Wombles to the Rescue (1974) und The Wombles Go Round the World (1976). Diese Bücher erschienen auch in deutscher Übersetzung und wurden in deutschsprachigen Filmen und Comics dargestellt.
Die zentralen Womble-Charaktere sind dabei: Großonkel Bulgarien (Great Uncle Bulgaria), Trinidad (Tobermory), Orinoco, Bungo, Wellington, Madame Cholet, Kiew (Tomsk), Alderney, Miss Adelaide und Stepney.
Die Wombles waren bei Kindern in Ländern auf der ganzen Welt populär und vor allem ihr Umwelt- und Recycling-Bezug war ein bemerkenswertes Thema für diese Zeit. Beresford verfasste auch verschiedene andere Werke, aber die Wombles blieben ihre bekanntesten.